# Toos van Holstein
Toos van Holstein (Eindhoven, 1949) is een Nederlandse kunstschilder in de modern-figuratieve richting.

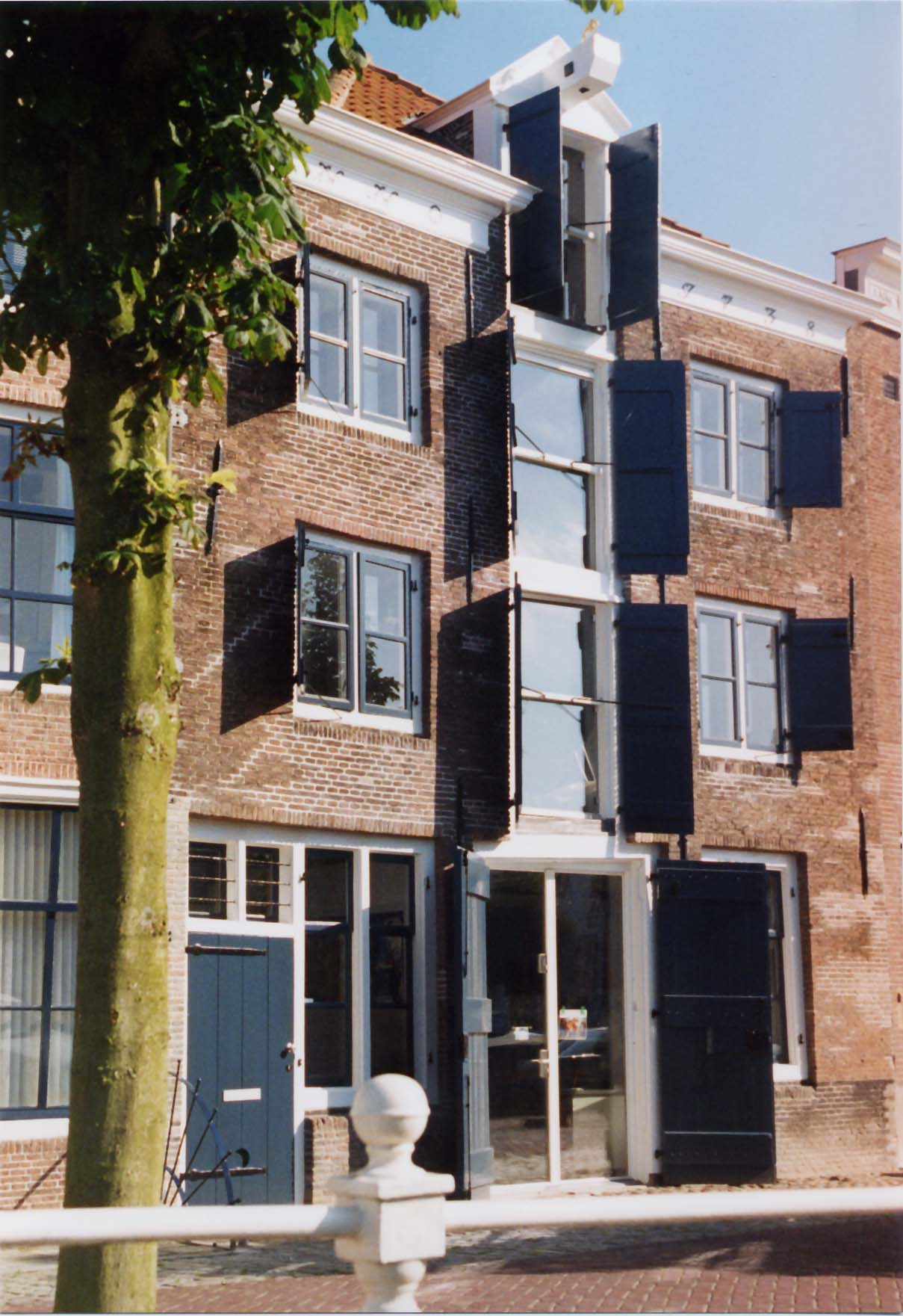
atelier van Toos van Holstein, Korendijk 56, Middelburg

Zij studeerde kunst en kunstgeschiedenis aan de Academie in Tilburg, waar ze in 1978 haar diploma MO-B behaalde. Van 1970-1990 was ze docent esthetica.
In 1983 had ze haar eerste expositie met olieverfschilderijen. De laatste  jaren wordt ze steeds weer genomineerd voor de jaarlijkse verkiezing van de Nederlandse Kunstenaar van het Jaar. In 2016 werd ze verkozen tot Nederlands Briljanten Kunstenaar. Ze woont en werkt in het Zeeuwse Middelburg, waar ze haar atelier heeft in een oud pakhuis uit 1738 (Korendijk 56).

## Werk

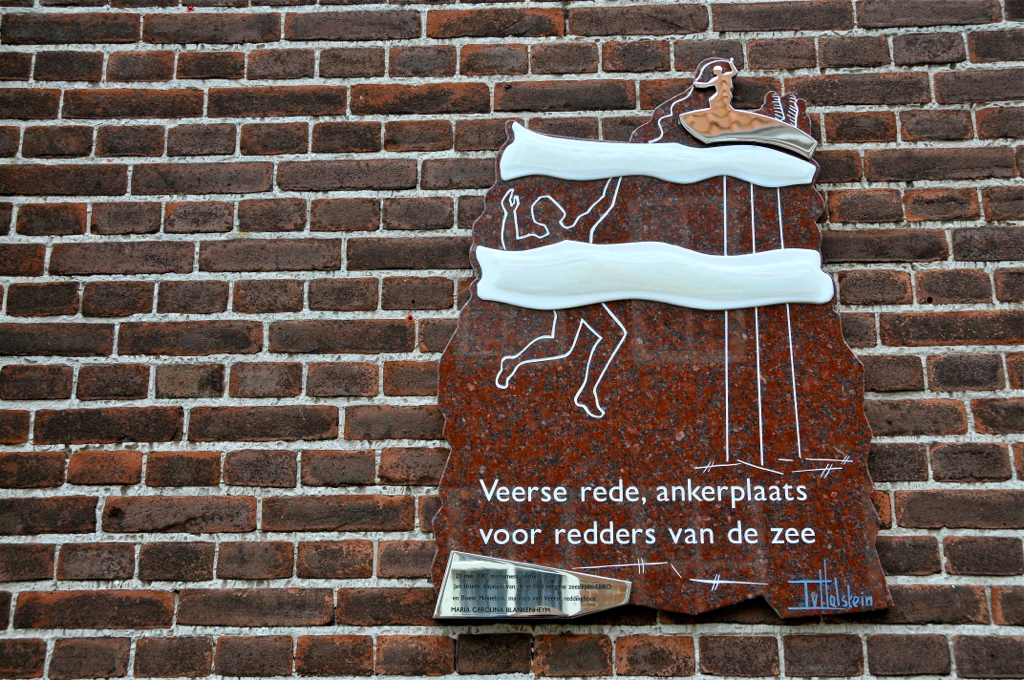
Reddersmonument (2009), Veere

Van Holstein maakt geen figuratieve schilderstukken in de zin dat de beschouwer een duidelijk verhaal voorgeschoteld krijgt, altijd kan de vrije fantasie ongeremd haar gang gaan. Daarom kan haar werk ook beter 'figuurlijke kunst' worden genoemd. Toch wordt er in elk doek wel een eigen idee, ervaring of gemoedstoestand van haar verwerkt als ze, vooral, het paletmes hanteert. Ze roept daarbij beelden op van ontmoetingen, 'passages' en ervaringen opgedaan tijdens haar reizen in zuidelijk Europa, het Midden- en Verre Oosten, Azië en het Amerikaanse continent. Ook laat ze zich inspireren door schrijvers als Homerus (Ilias, Odyssee), Dante Alighieri (La Divina Commedia of De goddelijke komedie), Gabriel García Márquez, Tolkien of door een eeuwenoud Germaans geschrift als de Edda. Ze creëert op deze manier een eigen wereld waarin elementen samensmelten van oude en nieuwe culturen. Haar kunstenaarsmotto is 'for me art is travelling the mind'.

## Tentoonstellingen
Van Holstein exposeert regelmatig in galerieën in Nederland en diverse andere landen, zoals België, Frankrijk, Italië, Verenigd Koninkrijk en de VS.
Daarnaast is ze als kunstenaar regelmatig gevraagd voor grote tentoonstellingen op speciale locaties. Zoals in het oudste zeefort van West-Europa Fort Rammekens bij Vlissingen (tweemaal), tijdens de bekende Biënnale van Venetië, in het museum van kunststad Saint-Paul-de-Vence in Frankrijk en Museum Het Petershuis in Gennep onder het motto 'Kunst voor het leven, Leven voor de kunst'. Diverse keren had ze ook grote tentoonstellingen in de middeleeuwse Martinikerk te Franeker onder motto's als 'De mens op weg'. en 'Helden'. Bij 'De mens op weg' verbeeldde ze de middeleeuwse pelgrimage naar Santiago de Compostella en de reis van Dante door Hel, Vagevuur en Hemel (de De goddelijke komedie). Deze expositie was ook te zien in de Nederlandse Kerk in Londen. Bij de expositie 'Helden' liet ze zich inspireren door haar literaire, geschiedenis en filmhelden. Ook exposeerde Toos van Holstein in Peking als artist in residence.
Werk van de kunstenaar is opgenomen in de collecties van o.a. het Nederlands Steendrukmuseum in Valkenswaard en het Musiom in Amersfoort.
- Bibliothèque nationale de France: cb162263121 (data)
- Gemeinsame Normdatei: 1202980805
- International Standard Name Identifier: 0000 0000 8696 3369
- Library of Congress Control Number: no2015007676
- Nederlandse Thesaurus van Auteursnamen: 168705907
- RKD-Nederlands Instituut voor Kunstgeschiedenis: 39279
- Virtual International Authority File: 126018224
- WorldCat: E39PBJwdd8mqMMmyxPqC3md4v3